# Campionati europei juniores di atletica leggera 1991
L'XI Campionato europeo juniores di atletica leggera si è disputato a Salonicco, in Grecia, dall'8 all'11 agosto 1991.

## Risultati
I risultati del campionato sono stati:

### Uomini
| Specialità             | Oro                                                                                       | Prestazione | Argento                                                                       | Prestazione | Bronzo                                                                                  | Prestazione |
| Corse piane            |                                                                                           |             |                                                                               |             |                                                                                         |             |
| 100 metri              | Darren Campbell Gran Bretagna                                                             | 10"46       | Konstantin Gromadskiy Unione Sovietica                                        | 10"55       | Alessandro Orlandi Italia                                                               | 10"55       |
| 200 metri              | Darren Campbell Gran Bretagna                                                             | 20"61       | Oganes Mkrtchyan Unione Sovietica                                             | 21"00       | Gerald Aust Germania                                                                    | 21"12       |
| 400 metri              | David Grindley Gran Bretagna                                                              | 45"41       | Mark Richardson Gran Bretagna                                                 | 45"53       | Florian Hennig Germania                                                                 | 46"42       |
| 800 metri              | Curtis Robb Gran Bretagna                                                                 | 1'48"23     | Aleksey Oleynikov Unione Sovietica                                            | 1'48"63     | Vaclav Hrich Cecoslovacchia                                                             | 1'49"19     |
| 1.500 metri            | Mateo Cañellas Spagna                                                                     | 3'53"11     | Andrey Bulkovskiy Unione Sovietica                                            | 3'53"61     | Claus Wittekindt Germania                                                               | 3'53"66     |
| 5.000 metri            | Marc Carroll Irlanda                                                                      | 14'19"48    | Cyrille Ballester Francia                                                     | 14'21"33    | Juan Luis Gomez Spagna                                                                  | 14'21"77    |
| 10.000 metri           | Danilo Goffi Italia                                                                       | 30'18"62    | Yuriy Chizhkov Unione Sovietica                                               | 30'21"97    | Antonio Roman Spagna                                                                    | 30'54"55    |
| 20.000 metri           | Juan Franc Sanchez Spagna                                                                 | 1h06'19     | Marco Orsi Italia                                                             | 1h06'45     | Vladimir Radiletskiy Unione Sovietica                                                   | 1h06'53     |
| Corse a ostacoli       |                                                                                           |             |                                                                               |             |                                                                                         |             |
| 3000 metri siepi       | Georgios Loukaides Cipro                                                                  | 8'49"24     | Steffen Brandis Germania                                                      | 8'50"01     | Jim Svenøy Norvegia                                                                     | 8'50"02     |
| 110 metri ostacoli     | Sven Gohler Germania                                                                      | 13"95       | Yevgeniy Pechenkin Unione Sovietica                                           | 14"06       | Claude Edorh Germania                                                                   | 14"26       |
| 400 metri ostacoli     | Aleksandr Belikov Unione Sovietica                                                        | 50"29       | Ashraf Saber Italia                                                           | 51"21       | Daniel Blochwitz Germania                                                               | 51"25       |
| Corse su strada        |                                                                                           |             |                                                                               |             |                                                                                         |             |
| 10 km marcia           | Ilya Markov Unione Sovietica                                                              | 41'11"22    | Grzegorz Muller Polonia                                                       | 41'13"00    | Michele Didoni Italia                                                                   | 42'16"68    |
| Staffette              |                                                                                           |             |                                                                               |             |                                                                                         |             |
| Staffetta 4x100 m      | Unione Sovietica Alex Porkhomovskiy Serhiy Osovych Vitaliy Semyonov Konstantin Gromadskiy | 39"79       | Gran Bretagna David Jackson Mark Richardson Jamie Baulch Darren Campbell      | 39"86       | Francia Willy Seymour Sébastien Carrat Sébastien Sayé Stéphane Cali                     | 40"03       |
| Staffetta 4x400 m      | Gran Bretagna Kent Ulyatt Adrian Patrick Mark Richardson David Grindley                   | 3'07"22     | Polonia Dariusz Zielenkiewicz Tomasz Czubak Artur Gasiewski Paweł Januszewski | 3'08"18     | Unione Sovietica Vitaliy Sviridenko Andrey Inozemtsev Inguns Sviklins Aleksandr Belikov | 3'10"34     |
| Salti                  |                                                                                           |             |                                                                               |             |                                                                                         |             |
| Salto in alto          | Steve Smith Gran Bretagna                                                                 | 2,29 m      | Sergey Klyugin Unione Sovietica                                               | 2,27 m      | Petar Malesev Jugoslavia                                                                | 2,25 m      |
| Salto con l'asta       | Gerald Baudouin Francia                                                                   | 5,50 m      | Aleksandr Korchagin Unione Sovietica                                          | 5,30 m      | Tim Lobinger Germania                                                                   | 5,20 m      |
| Salto in lungo         | Steve Phillips Gran Bretagna                                                              | 7,91 m      | Matias Ghansah Svezia                                                         | 7,82 m      | Georg Ackermann Germania                                                                | 7,74 m      |
| Salto triplo           | Tosi Fasinro Gran Bretagna                                                                | 16,68 m     | Karsten Richter Germania                                                      | 16,34 m     | Yaroslav Ivanov Bulgaria                                                                | 16,34 m     |
| Lanci                  |                                                                                           |             |                                                                               |             |                                                                                         |             |
| Getto del peso         | Aleksey Shidlovskiy Unione Sovietica                                                      | 18,40 m     | Aleksey Shapran Unione Sovietica                                              | 17,61 m     | Ralf Kahles Germania                                                                    | 17,12 m     |
| Lancio del disco       | Vladimir Dubrovshchik Unione Sovietica                                                    | 60,58 m     | Johannes Kerala Finlandia                                                     | 54,86 m     | Gennadiy Barsegyan Unione Sovietica                                                     | 53,50 m     |
| Lancio del martello    | Ruslan Dikiy Unione Sovietica                                                             | 70,06 m     | Marcel Kunkel Germania                                                        | 68,94 m     | Balázs Kiss Ungheria                                                                    | 68,40 m     |
| Lancio del giavellotto | Aleksey Shchepin Unione Sovietica                                                         | 75,20 m     | Jarkko Heimonen Finlandia                                                     | 75,00 m     | Aki Parviainen Finlandia                                                                | 74,70 m     |
| Prove multiple         |                                                                                           |             |                                                                               |             |                                                                                         |             |
| Decathlon              | Vitaliy Kolpakov Unione Sovietica                                                         | 7813 p.     | Tomáš Dvořák Cecoslovacchia                                                   | 7748 p.     | Jarkko Finni Finlandia                                                                  | 7479 p.     |

### Donne
| Specialità             | Oro                                                                        | Prestazione | Argento                                                                          | Prestazione | Bronzo                                                                    | Prestazione |
| Corse piane            |                                                                            |             |                                                                                  |             |                                                                           |             |
| 100 metri              | Zhanna Tarnopolskaya Unione Sovietica                                      | 11"35       | Marcia Richardson Gran Bretagna                                                  | 11"62       | Bettina Zipp Germania                                                     | 11"64       |
| 200 metri              | Zhanna Tarnopolskaya Unione Sovietica                                      | 23"56       | Giada Gallina Italia                                                             | 23"83       | Katharine Merry Gran Bretagna                                             | 23"84       |
| 400 metri              | Donna Fraser Gran Bretagna                                                 | 52"54       | Anja Rücker Germania                                                             | 52"73       | Wiebke Steffen Germania                                                   | 53"42       |
| 800 metri              | Aurica Rautu Romania                                                       | 2'04"18     | Fabia Trabaldo Italia                                                            | 2'04"75     | Severine Foulon Francia                                                   | 2'05"07     |
| 1.500 metri            | Malin Ewerlof Svezia                                                       | 4'15"43     | Fabia Trabaldo Italia                                                            | 4'15"58     | Olga Yegorova Unione Sovietica                                            | 4'17"09     |
| 3.000 metri            | Gabriela Szabó Romania                                                     | 9'19"28     | Gunhild Halle Norvegia                                                           | 9'22"48     | Milka Mikhailova Bulgaria                                                 | 9'23"56     |
| 5.000 metri            | Yuliya Korolyova Unione Sovietica                                          | 21'57"60    | Susana Feitor Portogallo                                                         | 22'00"98    | Natalya Trofimova Unione Sovietica                                        | 22'11"52    |
| 10.000 metri           | Dorte Koster Germania                                                      | 35'10"30    | Inna Kozina Unione Sovietica                                                     | 35'23"68    | Ana Nanu Romania                                                          | 35'24"24    |
| Corse a ostacoli       |                                                                            |             |                                                                                  |             |                                                                           |             |
| 100 metri ostacoli     | Keri Maddox Gran Bretagna                                                  | 13"39       | Petra Huybrechtse Paesi Bassi                                                    | 13"44       | Samantha Baker Gran Bretagna                                              | 13"61       |
| 400 metri ostacoli     | Nelli Voronkova Unione Sovietica                                           | 56"89       | Christina Sonderegger Svizzera                                                   | 58"06       | Åsa Carlsson Svezia                                                       | 58"23       |
| Staffette              |                                                                            |             |                                                                                  |             |                                                                           |             |
| Staffetta 4x100 m      | Germania Katharina Gaus Gabi Rockmeier Birgit Rockmeier Silke Lichtenhagen | 44"46       | Gran Bretagna Lisa Armstrong Marcia Richardson Donna Fraser Katharine Merry      | 44"57       | Italia Elena Barangani Nadia Guarino Giancarla Marinelli Giada Gallina    | 45"01       |
| Staffetta 4x400 m      | Germania Andrea Bornscheuer Silvia Steimle Wiebke Steffen Anja Rücker      | 3'35"24     | Unione Sovietica Anna Kozak Natalya Sharova Zhanna Tarnopolskaya Nelli Voronkova | 3'37"30     | Romania Georgeta Petrea Laura Itcu Mariana Florea Maria Magdalena Nedelcu | 3'38"45     |
| Salti                  |                                                                            |             |                                                                                  |             |                                                                           |             |
| Salto in alto          | Manuela Aigner Germania                                                    | 1,91 m      | Venelina Veneva Bulgaria                                                         | 1,91 m      | Viktoriya Fyodorova Unione Sovietica                                      | 1,91 m      |
| Salto in lungo         | Oluyinka Idowu Gran Bretagna                                               | 6,60 m      | Lyudmila Galkina Unione Sovietica                                                | 6,54 m      | Iva Prandzheva Bulgaria                                                   | 6,50 m      |
| Salto triplo           | Lyudmila Galkina Unione Sovietica                                          | 13,67 m     | Tatyana Matyashova Unione Sovietica                                              | 13,49 m     | Elena Dumitrascu Romania                                                  | 13,31 m     |
| Lanci                  |                                                                            |             |                                                                                  |             |                                                                           |             |
| Getto del peso         | Anja Gündler Germania                                                      | 16,80 m     | Ilona Gersdorff Germania                                                         | 16,09 m     | Olga Iliyna Unione Sovietica                                              | 16,06 m     |
| Lancio del disco       | Anja Gündler Germania                                                      | 60,38 m     | Natalya Kaptyukh Unione Sovietica                                                | 56,44 m     | Yelena Antonova Unione Sovietica                                          | 54,30 m     |
| Lancio del giavellotto | Christine Gast Germania                                                    | 56,30 m     | Nikola Tomečková Cecoslovacchia                                                  | 55,34 m     | Steffi Nerius Germania                                                    | 54,60 m     |
| Prove multiple         |                                                                            |             |                                                                                  |             |                                                                           |             |
| Eptathlon              | Natallia Sazanovich Unione Sovietica                                       | 5896 p.     | Nathalie Teppe Francia                                                           | 5868 p.     | Astrid Retzke Germania                                                    | 5694 p.     |

## Medagliere
Legenda
     Paese ospitante
| Posizione | Paese            | Oro | Argento | Bronzo | Totale |
| --------- | ---------------- | --- | ------- | ------ | ------ |
| 1         | Unione Sovietica | 14  | 14      | 8      | 36     |
| 2         | Gran Bretagna    | 11  | 4       | 2      | 17     |
| 3         | Germania         | 6   | 2       | 12     | 23     |
| 4         | Romania          | 2   | 0       | 3      | 5      |
| 5         | Spagna           | 2   | 0       | 2      | 4      |
| 6         | Italia           | 1   | 5       | 3      | 9      |
| 7         | Francia          | 1   | 2       | 2      | 5      |
| 8         | Svezia           | 1   | 1       | 1      | 3      |
| 9         | Cipro            | 1   | 0       | 0      | 1      |
| 9         | Irlanda          | 1   | 0       | 0      | 1      |
| 11        | Finlandia        | 0   | 2       | 2      | 4      |
| 12        | Cecoslovacchia   | 0   | 2       | 1      | 3      |
| 13        | Polonia          | 0   | 2       | 0      | 2      |
| 14        | Bulgaria         | 0   | 1       | 3      | 4      |
| 15        | Norvegia         | 0   | 1       | 1      | 2      |
| 16        | Paesi Bassi      | 0   | 1       | 0      | 1      |
| 16        | Portogallo       | 0   | 1       | 0      | 1      |
| 16        | Svizzera         | 0   | 1       | 0      | 1      |
| 19        | Jugoslavia       | 0   | 0       | 1      | 1      |
| 19        | Ungheria         | 0   | 0       | 1      | 1      |
| Totale    | Totale           | 42  | 42      | 42     | 126    |